# NGC 3820
NGC 3820 este o galaxie spirală situată în constelația Leul. A fost descoperită în 29 aprilie 1865 de către Heinrich Louis d'Arrest.